# یواس‌اس ال‌اس‌تی-۵۲۱
یواس‌اس ال‌اس‌تی-۵۲۱ (به انگلیسی: USS LST-521) یک کشتی است که طول آن ۳۲۸ فوت (۱۰۰ متر) می‌باشد. این کشتی در سال ۱۹۴۳ ساخته شد.